# Pardosa suwai
Pardosa suwai är en spindelart som beskrevs av Tanaka 1985. Pardosa suwai ingår i släktet Pardosa och familjen vargspindlar. Inga underarter finns listade i Catalogue of Life.